# Cormiococcus dieramae
Cormiococcus dieramae är en insektsart som beskrevs av Williams 1989. Cormiococcus dieramae ingår i släktet Cormiococcus och familjen ullsköldlöss. Inga underarter finns listade i Catalogue of Life.